# No Woman, No Cry
No Woman, No Cry је реге песма, која је постала популарна у изведби Боба Марлија са групом Вејлерс (Bob Marley and the Wailers). Песма је први пут објављена 1974, и постала популарна 1975 на албуму Natty Dread исте групе.
Иако је песму вероватно написао Марли лично, као писац песме се наводи "В. Форд". Винсент Форд је био Марлијев пријатељ, и власник мале кухиње у крају где је Марли одрастао.
Песма је обрађена од стране више група, међу познатијима Boney M, The Fugees,...
Наслов песме потиче од јамајчанске изреке у значењу "не плачи жено" и никако га не треба погрешно интерпретирати као "срећнији без жене".